# 鍋島直喬
鍋島 直喬（なべしま なおたか）は、江戸時代後期の肥前国佐賀藩士。白石鍋島家第7代当主。

## 略歴
文化3年（1806年）10月7日、佐賀藩白石邑主鍋島直章の子として生まれる。文政10年（1827年）5月、父直章が隠居し、家督を相続した。
当初江戸藩邸で藩主鍋島斉直に仕え、天保元年（1830年）に斉正が新藩主となると、帰国して藩財政を担う相続方頭人を命じられ、窮乏する藩の財政改革に当たった。
天保3年（1832年）、江戸での隠居生活を望む前藩主斉直の江戸参府が財政難から延期され、激怒した斉直の意向で国老3人直喬、鍋島茂延、鍋島茂義が処罰され40日間閉居する。共に藩政改革を担っていた茂義は請役を罷免された。
弘化4年（1847年）3月、斉正正室の盛姫が死去し、葬儀で藩主名代を務めた。同年10月12日死去。享年42。

## 参考サイト
- 小城藩日記データベース